# Vincennes
Vincennes – miejscowość i gmina we Francji, w regionie Île-de-France, w departamencie Dolina Marny, na przedmieściach Paryża.
Według danych na rok 1990 gminę zamieszkiwało 42 267 osób, a gęstość zaludnienia wynosiła 22 129 osób/km² (wśród 1287 gmin regionu Île-de-France Vincennes plasuje się na 47. miejscu pod względem liczby ludności, natomiast pod względem powierzchni na miejscu 865.).
Znajduje się tu XIV-wieczny zamek, dawna rezydencja królów Francji.

## Współpraca
Miejscowości partnerskie:
- Castrop-Rauxel, Niemcy
- Lambeth, Wielka Brytania
- Montigny-le-Tilleul, Belgia
- Tomar, Portugalia
- Vincennes, Stany Zjednoczone